# Рескупорид II
Рескупорид II (Тиберий Юлий Рескупорид Филоцезар Филоромеос Эвсеб; др.-греч. Ἰούλιος Ῥησκούπορις Α' Φιλόκαισαρ Φιλορώμαιος Εὐσεβής; умер в 93) — царь Боспора с 68 по 93 год.

## Биография
Происходил из династии Аспурга. Сын царя Котиса I и Евники, внучки царицы Динамии. О молодых годах нет сведений. В 63 году по приказу римского императора Нерона был свергнут Котис I, а Боспорское царство подчинено императорскому легату-пропретору провинции Нижняя Мёзия. Неизвестно где находился с этого времени Рескупорид. Наверное был вынужден уехать вместе с матерью в Рим. Здесь он находился до гибели Нерона и восхождения на трон Гальбы. Последний вернул ему власть над Боспором.
Из-за борьбы за власть в Риме Рескупорид II был утвержден на троне лишь императором Веспасианом за поддержку Боспора. Римский император лишил греческие города в Крыму автономии, отвел римские войска из Тиры, Ольвии и Херсонеса, отдал Тавроскифское царство и эти города под протекторат Рескупорида II.
В дальнейшем боспорское время был верным союзником императоров из династии Флавиев. Особенно помогал Домициану в борьбе против даков, языгов и роксолан. Выступал защитником греческих городов Северного Причерноморья. В 92 году сделал соправителем сына Савромата, который после смерти Рескупорида II в 93 году унаследовал власть.